# Regresión local
En estadística, la regresión local (también conocida por sus siglas en inglés, LOESS o LOWESS) es uno de muchos métodos modernos de construcción de modelos basados en los clásicos, como la regresión lineal y no lineal.
Los métodos de regresión modernos están diseñados para abordar las situaciones en que los procedimientos clásicos no resultan adecuados o suficientes. LOESS combina la sencillez de la regresión lineal por mínimos cuadrados con la flexibilidad de la regresión no lineal mediante el ajuste de modelos sencillos sobre subconjuntos locales de datos para crear una función que describe la parte determinista de la variación en los datos punto a punto. De hecho, uno de los principales atractivos de este método es que no resulta necesario especificar una función global para ajustar un modelo a los datos.
Como contrapartida, es necesario un mayor poder de cálculo. Por ser tan intensivo computacionalmente, LOESS habría sido prácticamente imposible de utilizar en la época en la que se desarrolló la regresión de mínimos cuadrados. La mayoría de los otros métodos modernos para el modelado de procesos son similares a los de LOESS en este sentido. Estos métodos han sido conscientemente diseñados para utilizar nuestra actual capacidad de cálculo para alcanzar objetivos que no se logran fácilmente mediante los métodos tradicionales.
La representación gráfica de una curva suave a través de un conjunto de puntos de datos usando esta técnica estadística se llama curva de LOESS. En particular, cada valor suavizado está dado por una regresión cuadrática en cada intervalo de los valores del eje-Y usando como criterio el diagrama de dispersión. Cuando cada valor suavizado está dada por una ponderación lineal de regresión de mínimos cuadrados sobre un intervalo, se conoce como una curva LOWESS, sin embargo, en ocasiones, ambos términos, LOWESS y LOESS se usan como sinónimos.

## Definición del modelo LOESS
LOESS, propuesto originalmente por Cleveland (1979) y desarrollado por Cleveland y Devlin (1988), denota un método que es (un poco) más descriptivo localmente, conocido como regresión polinómica ponderada. En cada punto en el conjunto de datos, se ajusta una regresión polinómica de grado bajo, con valores de la variable explicativa situados cerca del punto cuya respuesta se está estimando. Es decir, el polinomio se ajusta utilizando los mínimos cuadrados ponderados, dando más peso a los puntos cercanos al punto cuya respuesta está siendo estimando y menos peso a los puntos más lejanos. El valor de la función de regresión para el punto se obtiene mediante la evaluación del polinomio local con los valores de la variable explicativa de dicho punto. El ajuste de LOESS se completa después de que los valores de la función de regresión se han calculado para cada uno de los puntos del conjunto de n datos. Muchos de los detalles de este método, tales como el grado del polinomio y el modelo de pesos, son flexibles. La gama de opciones para cada parte del método y los valores por defecto típico se discuten brevemente a continuación.

## Conjuntos de datos locales
Los subconjuntos de datos utilizados para el ajuste por mínimos cuadrados ponderados están determinados por un parámetro de suavización que define el ancho de banda, α. Este parámetro es un número entre {\displaystyle \left(\lambda +1\right)/n} y 1, donde λ denota el grado del polinomio local. El valor de α es la proporción de los datos utilizados en cada ajuste. 
A α se le llama parámetro de suavización porque controla la flexibilidad de la función de regresión. Valores grandes de α producen curvas suaves; valores pequeños pueden provocar que la curva se ajuste demasiado a los datos (sobreajuste). En ocasiones se recomienda utilizar valores en el rango que va de 0,25 a 0,5.

## Grado de los polinomios locales
Las regresiones polinómicas aptas para cada subconjunto de datos local casi siempre son de primer o segundo grado, es decir, localmente lineal (regresión lineal) o localmente cuadrático. Utilizando un polinomio de grado cero LOESS utiliza una media móvil ponderada. Este modelo local simple puede funcionar bien para algunas situaciones, pero no siempre puede aproximar la función subyacente lo suficientemente bien. Los polinomios de grado superior funcionan en la teoría, pero estos modelos no están realmente en el espíritu de LOESS. LOESS se basa en la idea de que cualquier función puede ser aproximada correctamente para un pequeño conjunto de datos usando un polinomio de orden bajo y que los modelos simples pueden ser fácilmente adaptada a los datos. Los polinomios de grado más alto tienden a sobreajustarse a los datos de cada subconjunto y son numéricamente inestable, dificultando una computación precisa.

## Función de peso
Como se mencionó anteriormente, la función de peso le da más peso a los puntos de datos más cercano al punto de estimación y el menor peso a los puntos de datos que están más lejos. El uso de los pesos se basa en la idea de que los puntos cercanos entre sí en el espacio variable explicativa es más probable que se relacionan entre sí de una manera sencilla de los puntos que están más lejos. Siguiendo esta lógica, los puntos que pueden seguir el modelo de los mejores locales de influir en el parámetro de modelo local las estimaciones de la mayoría. Los puntos que es menos probable que realmente se ajusten al modelo local tienen menos influencia sobre la estimación de parámetros del modelo local. 
La función de peso tradicional utilizado para loes es la triple función del peso del cubo, 
{\displaystyle w(x)=(1-|x|^{3})^{3}\operatorname {I} \left[\left|x\right|<1\right]}
Sin embargo, cualquier otra función del peso que satisface las propiedades que figuran en Cleveland (1979) también podría ser utilizado. El peso de un punto específico en cualquier subconjunto localizada de la información es obtenida mediante la evaluación de la función de peso en la distancia entre ese punto y el punto de estimación, después de escalar la distancia para que la distancia máxima absoluta sobre todos los puntos en el subconjunto de datos es exactamente uno.

## Ventajas
Como se mencionó anteriormente, la mayor ventaja que tiene LOESS sobre muchos otros métodos es el hecho de que no requiere la especificación de una función para ajustar un modelo para todos los datos de la muestra. En cambio, el analista sólo tiene que proporcionar un valor de parámetro de alisado y el grado del polinomio locales. Además, LOESS es muy flexible, lo que es ideal para el modelado de procesos complejos para los que no existen modelos teóricos. Estas dos ventajas, junto con la sencillez del método, hacen que LOESS sea uno de los métodos  de regresión modernos más atractivos para aplicaciones que se ajustan al marco general de la regresión de mínimos cuadrados, pero que tienen una estructura determinista compleja. 
Aunque es menos evidente que en algunos de los otros métodos relacionados con la regresión lineal por mínimos cuadrados, LOESS también comparte la mayor parte de los beneficios que normalmente tienen otros procedimientos. El más importante de ellos es la teoría para el cálculo de incertidumbres para la predicción y la calibración. Muchos otros tests y procedimientos utilizados para la validación de los modelos de mínimos cuadráticos también se puede extender a los modelos LOESS.

## Desventajas
- LOESS hace un uso menos eficiente de los datos de los que otros métodos: necesita una muestra numerosa y densa para obtener buenos modelos.
- No produce una función de regresión fácilmente representable por una fórmula matemática.
- Requiere cálculos complejos y computacionalmente costosos.
- Es sensible a los efectos de valores atípicos en los datos (que afectan a los métodos basados en distancias cuadráticas). No obstante, existe una versión robusta de LOESS [Cleveland (1979)] que se puede utilizar para reducir su sensibilidad frente a valores extremos.